# Liste der Nummer-eins-Hits in Finnland (2013)
Dies ist eine Liste der Nummer-eins-Hits in Finnland im Jahr 2013. Sie basiert auf den offiziellen Single Top 20 und den Album Top 40, die im Auftrag von Musiikkituottajat, der finnischen Landesgruppe der IFPI, erstellt werden. Es gab in diesem Jahr 14 Nummer-eins-Singles und 23 Nummer-eins-Alben.

## Singles
| ← 2012 ← | Liste der Nummer-eins-Hits in Finnland | Liste der Nummer-eins-Hits in Finnland | Liste der Nummer-eins-Hits in Finnland                                                                                         | 2014 →                    |
| \| Zeitraum \| Wo. ges. \| Interpret \| Titel Autor(en) \| Zusätzliche Informationen \| \| (Zeitraum, Wochen auf Platz eins, Interpret, Titel, Autor[en], zusätzliche Informationen) \| \| \| \| \| \| ----------------------------------------------------------------------------------------- \| -------- \| ---------------------------------- \| ------------------------------------------------------------------------------------------------------------------------------ \| ------------------------- \| \| 29. Dezember 2012 – 4. Januar 2013 1 Woche \| 1 \| Erin \| Mitä tänne jää Musik: Erin Helena Maureen Anttila, Juha-Matti Christian Penttinen, Ossi Antti Rita; Text: Jare Henrik Tiihonen \| – \| \| 5. Januar 2013 – 8. Februar 2013 5 Wochen \| 5 \| Will.i.am feat. Britney Spears \| Scream & Shout William Adams, Jean-Baptiste Kouame, Jef Martens, Tula Paulinea Contostavlos \| – \| \| 9. Februar 2013 – 29. März 2013 7 Wochen (insgesamt 8) \| 8 \| Macklemore & Ryan Lewis feat. Wanz \| Thrift Shop Ben Haggerty, Ryan S. Lewis \| – \| \| 30. März 2013 – 5. April 2013 1 Woche (insgesamt 4) \| 4 \| Passenger \| Let Her Go Michael David Rosenberg \| – \| \| 6. April 2013 – 12. April 2013 1 Woche (insgesamt 8) \| 8 \| Macklemore & Ryan Lewis feat. Wanz \| Thrift Shop Ben Haggerty, Ryan S. Lewis \| – \| \| 13. April 2013 – 3. Mai 2013 3 Wochen (insgesamt 4) \| 4 \| Passenger \| Let Her Go Michael David Rosenberg \| – \| \| 4. Mai 2013 – 17. Mai 2013 2 Wochen \| 2 \| Isac Elliot \| New Way Home Alexander Andersson Austheim, Ilan Kidron, Axel Mikael Ehnström, Joonas Angeria \| – \| \| 18. Mai 2013 – 14. Juni 2013 4 Wochen \| 4 \| Sini Sabotage feat. VilleGalle \| Levikset repee Musik: Perttu Joonas Mäkelä, Jaakko Sakari Salovaara; Text: Ville-Petteri Galle, Sini-Maria Makkonen \| – \| \| 15. Juni 2013 – 28. Juni 2013 2 Wochen (insgesamt 3) \| 3 \| Cheek feat. Jukka Poika \| Jossu Musik: Antti Riihimäki, Kristian Maukonen; Text: Jare Henrik Tiihonen, Jarno Sarvi, Jukka Rousu \| – \| \| 29. Juni 2013 – 5. Juli 2013 1 Woche \| 1 \| Mikko Sipola \| Sirkuskoira Musik: Joonathan Lauri Kristian Kettunen; Text: Johanna Irene Vuoksenmaa \| – \| \| 6. Juli 2013 – 12. Juli 2013 1 Woche (insgesamt 3) \| 3 \| Cheek feat. Jukka Poika \| Jossu Musik: Antti Riihimäki, Kristian Maukonen; Text: Jare Henrik Tiihonen, Jarno Sarvi, Jukka Rousu \| – \| \| 13. Juli 2013 – 16. August 2013 5 Wochen \| 5 \| Avicii \| Wake Me Up Aloe Blacc, Tim Bergling, Michael Aaron Einziger \| – \| \| 17. August 2013 – 20. September 2013 5 Wochen (insgesamt 9) \| 9 \| Cheek \| Timantit on ikuisia Antti Riihimäki, Jare Henrik Tiihonen \| – \| \| 21. September 2013 – 27. September 2013 1 Woche \| 1 \| Musta Barbaari \| Salil eka, salil vika Tomi Takamaa, James Nikander \| – \| \| 28. September 2013 – 25. Oktober 2013 4 Wochen (insgesamt 9) \| 9 \| Cheek \| Timantit on ikuisia Antti Riihimäki, Jare Henrik Tiihonen \| – \| \| 26. Oktober 2013 – 1. November 2013 1 Woche \| 1 \| Robin \| Erilaiset – Nenäpäivä Jonas Olsson, Risto Asikainen \| – \| \| 2. November 2013 – 15. November 2013 2 Wochen \| 2 \| Avicii \| Hey Brother Vincent Fred Pontare, Salem Lars Al Fakir, Tim Bergling, Ash Pournouri, Veronica Sandra Karin Maggio \| – \| \| 16. November 2013 – 4. Januar 2014 7 Wochen \| 7 \| Eminem feat. Rihanna \| The Monster Marshall Mathers, Robyn Fenty, Bryan Fryzel, Jon Bellion, Bebe Rexha, Aaron Kleinstub, Maki Athanasiou \| – \| |                                        |                                        | |                           |
| ← 2012 |                                        |                                        | | → 2014 →                  |
| Zeitraum | Wo. ges.                               | Interpret                              | Titel Autor(en) | Zusätzliche Informationen |
| (Zeitraum, Wochen auf Platz eins, Interpret, Titel, Autor[en], zusätzliche Informationen) |                                        |                                        | |                           |
| 29. Dezember 2012 – 4. Januar 2013 1 Woche | 1                                      | Erin                                   | Mitä tänne jää Musik: Erin Helena Maureen Anttila, Juha-Matti Christian Penttinen, Ossi Antti Rita; Text: Jare Henrik Tiihonen | –                         |
| 5. Januar 2013 – 8. Februar 2013 5 Wochen | 5                                      | Will.i.am feat. Britney Spears         | Scream & Shout William Adams, Jean-Baptiste Kouame, Jef Martens, Tula Paulinea Contostavlos                                    | –                         |
| 9. Februar 2013 – 29. März 2013 7 Wochen (insgesamt 8) | 8                                      | Macklemore & Ryan Lewis feat. Wanz     | Thrift Shop Ben Haggerty, Ryan S. Lewis                                                                                        | –                         |
| 30. März 2013 – 5. April 2013 1 Woche (insgesamt 4) | 4                                      | Passenger                              | Let Her Go Michael David Rosenberg                                                                                             | –                         |
| 6. April 2013 – 12. April 2013 1 Woche (insgesamt 8) | 8                                      | Macklemore & Ryan Lewis feat. Wanz     | Thrift Shop Ben Haggerty, Ryan S. Lewis                                                                                        | –                         |
| 13. April 2013 – 3. Mai 2013 3 Wochen (insgesamt 4) | 4                                      | Passenger                              | Let Her Go Michael David Rosenberg                                                                                             | –                         |
| 4. Mai 2013 – 17. Mai 2013 2 Wochen | 2                                      | Isac Elliot                            | New Way Home Alexander Andersson Austheim, Ilan Kidron, Axel Mikael Ehnström, Joonas Angeria                                   | –                         |
| 18. Mai 2013 – 14. Juni 2013 4 Wochen | 4                                      | Sini Sabotage feat. VilleGalle         | Levikset repee Musik: Perttu Joonas Mäkelä, Jaakko Sakari Salovaara; Text: Ville-Petteri Galle, Sini-Maria Makkonen            | –                         |
| 15. Juni 2013 – 28. Juni 2013 2 Wochen (insgesamt 3) | 3                                      | Cheek feat. Jukka Poika                | Jossu Musik: Antti Riihimäki, Kristian Maukonen; Text: Jare Henrik Tiihonen, Jarno Sarvi, Jukka Rousu                          | –                         |
| 29. Juni 2013 – 5. Juli 2013 1 Woche | 1                                      | Mikko Sipola                           | Sirkuskoira Musik: Joonathan Lauri Kristian Kettunen; Text: Johanna Irene Vuoksenmaa                                           | –                         |
| 6. Juli 2013 – 12. Juli 2013 1 Woche (insgesamt 3) | 3                                      | Cheek feat. Jukka Poika                | Jossu Musik: Antti Riihimäki, Kristian Maukonen; Text: Jare Henrik Tiihonen, Jarno Sarvi, Jukka Rousu                          | –                         |
| 13. Juli 2013 – 16. August 2013 5 Wochen | 5                                      | Avicii                                 | Wake Me Up Aloe Blacc, Tim Bergling, Michael Aaron Einziger                                                                    | –                         |
| 17. August 2013 – 20. September 2013 5 Wochen (insgesamt 9) | 9                                      | Cheek                                  | Timantit on ikuisia Antti Riihimäki, Jare Henrik Tiihonen                                                                      | –                         |
| 21. September 2013 – 27. September 2013 1 Woche | 1                                      | Musta Barbaari                         | Salil eka, salil vika Tomi Takamaa, James Nikander                                                                             | –                         |
| 28. September 2013 – 25. Oktober 2013 4 Wochen (insgesamt 9) | 9                                      | Cheek                                  | Timantit on ikuisia Antti Riihimäki, Jare Henrik Tiihonen                                                                      | –                         |
| 26. Oktober 2013 – 1. November 2013 1 Woche | 1                                      | Robin                                  | Erilaiset – Nenäpäivä Jonas Olsson, Risto Asikainen                                                                            | –                         |
| 2. November 2013 – 15. November 2013 2 Wochen | 2                                      | Avicii                                 | Hey Brother Vincent Fred Pontare, Salem Lars Al Fakir, Tim Bergling, Ash Pournouri, Veronica Sandra Karin Maggio               | –                         |
| 16. November 2013 – 4. Januar 2014 7 Wochen | 7                                      | Eminem feat. Rihanna                   | The Monster Marshall Mathers, Robyn Fenty, Bryan Fryzel, Jon Bellion, Bebe Rexha, Aaron Kleinstub, Maki Athanasiou             | –                         |

## Alben
| ← 2012 ← | Liste der Nummer-eins-Hits in Finnland | Liste der Nummer-eins-Hits in Finnland | Liste der Nummer-eins-Hits in Finnland | 2014 →                    |
| \| Zeitraum \| Wo. ges. \| Interpret \| Titel \| Zusätzliche Informationen \| \| (Zeitraum, Wochen auf Platz eins, Interpret, Titel, zusätzliche Informationen) \| \| \| \| \| \| ------------------------------------------------------------------------------ \| -------- \| -------------------------- \| ----------------------------- \| ------------------------- \| \| 29. Dezember 2012 – 15. Februar 2013 7 Wochen \| 7 \| (Verschiedene Interpreten) \| Vain elämää jatkuu \| – \| \| 16. Februar 2013 – 1. März 2013 2 Wochen \| 2 \| Suvi Teräsniska \| Hän tanssi kanssa enkeleiden \| – \| \| 2. März 2013 – 8. März 2013 1 Woche \| 1 \| CMX \| Seitsentahokas \| – \| \| 9. März 2013 – 15. März 2013 1 Woche \| 1 \| Ismo Alanko \| Maailmanlopun sushibaari \| – \| \| 16. März 2013 – 22. März 2013 1 Woche \| 1 \| David Bowie \| The Next Day \| – \| \| 23. März 2013 – 26. April 2013 5 Wochen \| 5 \| J. Karjalainen \| Et ole yksin \| – \| \| 27. April 2013 – 3. Mai 2013 1 Woche \| 1 \| Amorphis \| Circle \| – \| \| 4. Mai 2013 – 24. Mai 2013 3 Wochen \| 3 \| Jonne Aaron \| Onnen vuodet \| – \| \| 25. Mai 2013 – 31. Mai 2013 1 Woche \| 1 \| Daft Punk \| Random Access Memories \| – \| \| 1. Juni 2013 – 14. Juni 2013 2 Wochen \| 2 \| Isac Elliot \| Wake Up World \| – \| \| 15. Juni 2013 – 12. Juli 2013 4 Wochen (insgesamt 8) \| 8 \| Erin \| Sä osaat! \| – \| \| 13. Juli 2013 – 19. Juli 2013 1 Woche \| 1 \| Kotiteollisuus \| Maailmanloppu \| – \| \| 20. Juli 2013 – 9. August 2013 3 Wochen (insgesamt 8) \| 8 \| Erin \| Sä osaat! \| – \| \| 10. August 2013 – 16. August 2013 1 Woche (insgesamt 2) \| 2 \| Haloo Helsinki! \| Maailma on tehty meitä varten \| – \| \| 17. August 2013 – 23. August 2013 1 Woche (insgesamt 8) \| 8 \| Erin \| Sä osaat! \| – \| \| 24. August 2013 – 30. August 2013 1 Woche (insgesamt 2) \| 2 \| Haloo Helsinki! \| Maailma on tehty meitä varten \| – \| \| 31. August 2013 – 6. September 2013 1 Woche \| 1 \| Michael Monroe \| Horns and Halos \| – \| \| 7. September 2013 – 13. September 2013 1 Woche \| 1 \| Avenged Sevenfold \| Hail to the King \| – \| \| 14. September 2013 – 20. September 2013 1 Woche \| 1 \| Viikate \| Kymijoen lautturit \| – \| \| 21. September 2013 – 27. September 2013 1 Woche \| 1 \| Klamydia \| XXV \| – \| \| 28. September 2013 – 11. Oktober 2013 2 Wochen \| 2 \| Cheek \| Kuka muu muka \| – \| \| 12. Oktober 2013 – 25. Oktober 2013 2 Wochen \| 2 \| Jenni Vartiainen \| Terra \| – \| \| 26. Oktober 2013 – 8. November 2013 2 Wochen (insgesamt 7) \| 7 \| Robin \| Boom Kah \| – \| \| 9. November 2013 – 15. November 2013 1 Woche \| 1 \| Suvi Teräsniska \| Pohjantuuli \| – \| \| 16. November 2013 – 22. November 2013 1 Woche \| 1 \| Vesa-Matti Loiri \| Tuomittuna kulkemaan \| – \| \| 23. November 2013 – 13. Dezember 2013 3 Wochen (insgesamt 4) \| 4 \| (Verschiedene Interpreten) \| Vain elämää – kausi 2 \| – \| \| 14. Dezember 2013 – 4. Januar 2014 3 Wochen (insgesamt 7) \| 7 \| Robin \| Boom Kah \| – \| |                                        |                                        |                                        |                           |
| ← 2012 |                                        |                                        |                                        | → 2014 →                  |
| Zeitraum | Wo. ges.                               | Interpret                              | Titel                                  | Zusätzliche Informationen |
| (Zeitraum, Wochen auf Platz eins, Interpret, Titel, zusätzliche Informationen) |                                        |                                        |                                        |                           |
| 29. Dezember 2012 – 15. Februar 2013 7 Wochen | 7                                      | (Verschiedene Interpreten)             | Vain elämää jatkuu                     | –                         |
| 16. Februar 2013 – 1. März 2013 2 Wochen | 2                                      | Suvi Teräsniska                        | Hän tanssi kanssa enkeleiden           | –                         |
| 2. März 2013 – 8. März 2013 1 Woche | 1                                      | CMX                                    | Seitsentahokas                         | –                         |
| 9. März 2013 – 15. März 2013 1 Woche | 1                                      | Ismo Alanko                            | Maailmanlopun sushibaari               | –                         |
| 16. März 2013 – 22. März 2013 1 Woche | 1                                      | David Bowie                            | The Next Day                           | –                         |
| 23. März 2013 – 26. April 2013 5 Wochen | 5                                      | J. Karjalainen                         | Et ole yksin                           | –                         |
| 27. April 2013 – 3. Mai 2013 1 Woche | 1                                      | Amorphis                               | Circle                                 | –                         |
| 4. Mai 2013 – 24. Mai 2013 3 Wochen | 3                                      | Jonne Aaron                            | Onnen vuodet                           | –                         |
| 25. Mai 2013 – 31. Mai 2013 1 Woche | 1                                      | Daft Punk                              | Random Access Memories                 | –                         |
| 1. Juni 2013 – 14. Juni 2013 2 Wochen | 2                                      | Isac Elliot                            | Wake Up World                          | –                         |
| 15. Juni 2013 – 12. Juli 2013 4 Wochen (insgesamt 8) | 8                                      | Erin                                   | Sä osaat!                              | –                         |
| 13. Juli 2013 – 19. Juli 2013 1 Woche | 1                                      | Kotiteollisuus                         | Maailmanloppu                          | –                         |
| 20. Juli 2013 – 9. August 2013 3 Wochen (insgesamt 8) | 8                                      | Erin                                   | Sä osaat!                              | –                         |
| 10. August 2013 – 16. August 2013 1 Woche (insgesamt 2) | 2                                      | Haloo Helsinki!                        | Maailma on tehty meitä varten          | –                         |
| 17. August 2013 – 23. August 2013 1 Woche (insgesamt 8) | 8                                      | Erin                                   | Sä osaat!                              | –                         |
| 24. August 2013 – 30. August 2013 1 Woche (insgesamt 2) | 2                                      | Haloo Helsinki!                        | Maailma on tehty meitä varten          | –                         |
| 31. August 2013 – 6. September 2013 1 Woche | 1                                      | Michael Monroe                         | Horns and Halos                        | –                         |
| 7. September 2013 – 13. September 2013 1 Woche | 1                                      | Avenged Sevenfold                      | Hail to the King                       | –                         |
| 14. September 2013 – 20. September 2013 1 Woche | 1                                      | Viikate                                | Kymijoen lautturit                     | –                         |
| 21. September 2013 – 27. September 2013 1 Woche | 1                                      | Klamydia                               | XXV                                    | –                         |
| 28. September 2013 – 11. Oktober 2013 2 Wochen | 2                                      | Cheek                                  | Kuka muu muka                          | –                         |
| 12. Oktober 2013 – 25. Oktober 2013 2 Wochen | 2                                      | Jenni Vartiainen                       | Terra                                  | –                         |
| 26. Oktober 2013 – 8. November 2013 2 Wochen (insgesamt 7) | 7                                      | Robin                                  | Boom Kah                               | –                         |
| 9. November 2013 – 15. November 2013 1 Woche | 1                                      | Suvi Teräsniska                        | Pohjantuuli                            | –                         |
| 16. November 2013 – 22. November 2013 1 Woche | 1                                      | Vesa-Matti Loiri                       | Tuomittuna kulkemaan                   | –                         |
| 23. November 2013 – 13. Dezember 2013 3 Wochen (insgesamt 4) | 4                                      | (Verschiedene Interpreten)             | Vain elämää – kausi 2                  | –                         |
| 14. Dezember 2013 – 4. Januar 2014 3 Wochen (insgesamt 7) | 7                                      | Robin                                  | Boom Kah                               | –                         |